# Mieczysław Skrudlik

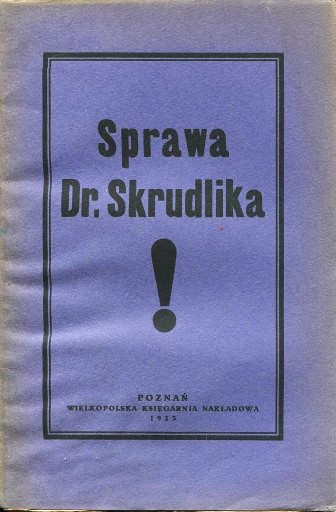
Okładka Sprawy dr. Skrudlika, 1923

Mieczysław Skrudlik, ps. „Z. Miński”, „Artifex” (ur. 19 grudnia 1887 w Żywcu, zm. 17 czerwca 1941 w Otwocku) – polski historyk sztuki, dziennikarz, publicysta oraz żołnierz Legionów Polskich i zdegradowany oficer Wojska Polskiego.

## Życiorys
Jego rodzicami byli Wincenty – urzędnik pocztowy i Maria z d. Prawdzic-Łazarska.
Po ukończeniu w Żywcu czteroklasowej szkoły ludowej przeprowadził się wraz z rodziną do Krakowa. Następnie uczył się przez rok w Gimnazjum św. Anny, a potem przeniósł się do VI Gimnazjum, w którym zdał maturę w 1907. W tym samym roku podjął naukę na Wydziale Filozoficznym Uniwersytetu Jagiellońskiego, studiując historię sztuki pod kierunkiem Jerzego Mycielskiego. Po zakończeniu nauki pracował w latach 1911–1914 w biurze Centralnej Komisji Ochrony Zabytków Sztuki w Wiedniu. Jednocześnie w lipcu 1912 uzyskał stopień doktora.
Już w 1911 zapisał się w Wiedniu do Związku Strzeleckiego. Po powrocie w 1914 do Krakowa wstąpił do Legionów i został skierowany do Oddziału Wywiadowczego Komendy LP. Najpierw pełnił służbę frontową, a następnie przydzielano mu różne funkcje. Do 1917 dosłużył się stopnia podporucznika. Po utworzeniu Polskiej Siły Zbrojnej (PSZ) znalazł się w jej szeregach.
W 1917 osiadł w Warszawie. W lutym następnego roku został desygnowany do Ministerstwa Spraw Wewnętrznych przy Radzie Regencyjnej, mimo że nadal pozostawał w PSZ. Objął kierownictwo biura polityczno–informacyjnego, które przekształcił w placówkę wywiadowczą nastawioną na walkę z bolszewizmem. Po odzyskaniu niepodległości przez Polskę w 1918 został automatycznie przeniesiony z PSZ do Wojska Polskiego. Ideowo był związany z obozem narodowym.
W styczniu 1919 został odwołany z ministerstwa pod zarzutem uczestnictwa w przygotowaniach do zamachu stanu kierowanego przez pułkownika Mariana Januszajtisa. Natomiast w sierpniu aresztowano go i osadzono na cztery miesiące w więzieniu z zarzutami spisku na usunięcie z urzędu Naczelnika Państwa i życie marszałka Piłsudskiego. Po zwolnieniu znalazł zatrudnienie jako funkcjonariusz wywiadu w Oddziale II Sztabu Generalnego Wojska Polskiego. W tym czasie pod pseudonimem „Z. Miński” pisywał krytyczne artykuły na temat upolitycznienia, nepotyzmu i niekompetencji w WP. Publikował je w dzienniku „Rzeczpospolita” i tygodniku „Myśl Narodowa”. W styczniu 1922 został ponownie aresztowany i pozbawiony stopni oficerskich. Tym razem oskarżono go o zdradę stanu, szpiegostwo i fałszowanie dokumentów. Sąd skazał go na dwa lata więzienia za nadużycie władzy i ukrywanie osoby poszukiwanej. Inne zarzuty zostały oddalone. Wyszedł z więzienia za kaucją. Wydarzenia te sprawiły, że definitywnie odsunięto go od pracy w wywiadzie. Opisał je w wydanej w 1923 książeczce Sprawa dr. Skrudlika.
Następnie postanowił wrócić do historii sztuki. Zajął się historią przedstawień matki Boskiej w sztuce polskiej. Opublikował na ten temat wiele broszur. Sumę swoich badań i konkluzji naukowych zawarł w książce Królowa korony polskiej. Oprócz charakteru badawczo–naukowego jego prace miały również na celu upowszechnienie kultu maryjnego. On sam należał do Towarzystwa Najświętszej Marii Panny Zwycięskiej „Marianum”. Ponadto jako jego członek dawał wyraz w licznych publikacjach swojemu przekonaniu o zagrożeniu, jakie dla Kościoła, narodu oraz państwa polskiego stwarzały masoneria, wolnomyślicielstwo oraz sekty. Nierzadko spotykały go za to posądzenia o antysemityzm.
Od 1923 podjął również działalność dziennikarską w zakresie kultury i sztuki. Swoje artykuły zamieszczał na łamach m.in. „Rzeczpospolitej”, „Gazety Warszawskiej”, „Tęczy”, „Polaka – Katolika”, „Przeglądu Katolickiego”, „Gazety Porannej”, „Kuriera Literacko-Naukowego” i „Rodziny Polskiej”. Od 1935 był przez pewien czas redaktorem odpowiedzialnym za dział kulturalny w popołudniówce „Goniec Warszawski”, w której również zamieszczał swoje teksty jako „Artifex”. Wcześniej, bo w 1932, został członkiem sekcji dziennikarskiej Zjednoczenia Polskich Pisarzy Katolickich.
W okresie okupacji niemieckiej przebywał i zmarł w sanatorium w Otwocku. Prawdopodobnie leczył gruźlicę. Został pochowany na otwockim cmentarzu parafialnym (lokalizacja grobu: sektor VI, rząd 12, nr 702).

### Małżeństwo
8 września 1917 poślubił Jadwigę z Rasimowiczów, primo voto Dunin-Borkowską. Para nie miała wspólnych dzieci. Wychowywał dwóch pasierbów – Edwarda i Tadeusza Dunin-Borkowskich.

## Pisarstwo
- Życie i dzieła malarza bernardyńskiego O. Franciszka Lekszyckiego, wyd. Drukarnia M. Byrzyńskiego, Sandomierz 1916
- Sprawa dr. Skrudlika, wyd. Wielkopolska Księgarnia Nakładowa Karola Rzepeckiego, 1923
- W sprawie twórcy obrazu NMP Ostrobramskiej, wyd. Księgarnia Stowarzyszenia Nauczycielstwa Polskiego w Wilnie, Wilno 1924
- Z tajemnic masonerii, wyd. Drukarnia Archidiecezjalna „Polak – Katolik”, Warszawa 1927
- Sekty żydujące w Polsce, wyd. Wydawnictwo „Szczerbiec”, Warszawa 1927
- Matka Boska Kodeńska, wyd. Drukarnia Społeczna, Warszawa 1927
- Zbrodnie marjawitów w świetle dokumentów (cz. I), wyd. Nakładem Edwarda Zarębskiego, Warszawa 1928
- Z tajemnic „Klasztoru" Płockiego (Zbrodnie marjawitów w świetle dokumentów, cz. II), wyd. Drukarnia „ARS”, Warszawa, 1928
- Patronka Warszawy, wyd. Wydawnictwo Księży Pallotynów, Warszawa 1928
- Zamachy na kościół katolicki w Polsce, wyd. Drukarnia Społeczna, Warszawa 1928
- Agentury obce, wyd. Drukarnia Techniczna, Warszawa 1929
- Królowa korony polskiej, wyd. Nakładem Towarzystwa „Bibljoteka Religijna”, 1930
- Zamachy na kult Bogarodzicy, wyd. Nakładem Towarzystwa Św. Michała Archanioła, 1932
- Bezbożnicy w Polsce – Z historji ruchów ateistycznych w Polsce współczesnej, wyd. Zakłady Graficzne Spółki Wydawniczej „Libris”, Warszawa 1932 – wznowiona jako Bezbożnictwo w Polsce, wyd. Księgarnia i Drukarnia Katolicka, Katowice 1935
- Cudowny obraz Matki Boskiej Częstochowskiej, wyd. Wydawnictwo Towarzystwa Popierania Kultury Regionalnej, Częstochowa 1933
- Gwiazda polskiego morza, wyd. Nakładem Towarzystwa Św. Michała Archanioła, 1934
- Masonerja w Polsce, wyd. Księgarnia i Drukarnia Katolicka, Katowice 1935
- Maria z Magdali, wyd. Naczelny Instytut Akcji Katolickiej, 1937
- Chrystianizm a świat zwierzęcy, wyd. Księgarnia św. Wojciecha, Poznań 1938